# 樂進
樂進（2世紀？—218年），字文謙，兖州陽平郡衛國縣（今山東省莘縣）人，東漢末年曹操重要將領，五子良將中最先跟隨曹操。在袁氏討伐的戰役中表現出色，每戰都率先到達戰場，經常立下戰功；公元215年，與張遼、李典七千兵馬一起駐屯合肥，樂進守城，張遼李典出城迎擊。逝世后，諡曰威侯。

## 生平

### 先登驍果
初為曹操的帳下吏（書記官），後被曹操遣回所屬郡（指東郡）募兵，募得千多人，歸還後升軍假司馬、陷陣都尉。
初平四年（193年）至興平元年194年間，呂布乘曹操東征徐州時，偷襲兗州，曹操立即還擊呂布。後樂進戰張超於雍丘（195年）、橋蕤於苦（197年）時，都有先登之功，被封廣昌亭侯。
建安三年（198年），于禁、樂進等圍攻張繡於穰城，後征張繡於安眾、圍呂布於下邳，破其別遣軍將（198年）。又擊眭固於射犬（199年）、攻劉備於小沛（200年），皆破之，被拜為討寇校尉。
建安五年（200年），官渡之戰，曾與于禁渡河攻獲嘉，後作為曹操的先鋒，奪勇力戰，斬殺袁紹將領淳于瓊（《曹瞒传》作先俘后杀）。
建安八年（203年），再隨軍進攻袁紹之子袁譚與袁尚於黎陽，斬殺敵方大將嚴敬，獲加行遊擊將軍。五月，與張遼攻取陰安，遷徙當地居民到河南。不久去消滅樂安郡的黃巾餘黨。
建安九年（204年），隨軍圍攻審配於鄴，城破。
建安十年（205年），攻袁譚於南皮，再次先登從東門入城。袁譚敗退雍奴，樂進與張郃率軍成功攻克之。

### 勇悍猛迅
建安十一年（206年），曹操上表漢獻帝，稱讚樂進、于禁、張遼說：「武力強大，計謀周全，品性忠正，操守高潔，每次徵戰，身先士卒，勇猛頑強，無堅不摧；親自擂動戰鼓，忘了疲倦。他們單獨領兵徵討，統率全軍，撫慰將士，紀律嚴明，秋毫無犯；臨敵決策，沒有失誤。 論功記職，應該給予提升信任。」于禁為虎威將軍、樂進為折衝將軍、張遼為盪寇將軍。

### 奮強突固
建安十一年（206年），樂進與李典率軍征高幹，由北道進逼上黨的壺關，在曹仁的計策兼帶領下成功攻克之。
同年八月，曹操征管承，軍至淳于，派樂進、李典與張郃同擊。管承敗逃海島，海濱平定。後曹操表漢獻帝稱讚樂進、于禁和張遼三人，並升樂進為折衝將軍。
建安十三年（208年）曹操準備南下荊州，樂進被遣屯軍於潁川郡的陽翟縣，同時張遼和于禁分別屯兵當地的長社縣和潁陰縣，但三人彼此不和，曹操於是命趙儼參三軍軍事，事事都有訓喻，令到三人和睦。
後因赤壁之敗曹操留曹仁、徐晃守南郡，樂进守襄陽。關羽斷江陵守将曹仁後路，可能在此期間或以後被樂進、文聘暫時擊退。南郡等蠻夷皆詣降服。进討劉備手下臨沮長杜普、旌陽長梁大，皆戰勝。後又在青泥與關羽對峙。
建安十八年（213年），樂進去從征孫權，獲假節
。
建安二十年（215年），與張遼、李典等七千士兵一起駐屯合肥，當時孫權三萬軍號稱十萬之眾圍城，曹操密函張遼和李典出戰，樂進和薛悌一起鎮守合肥，當時樂進、張遼和李典一來都不和，不過李典在這時刻為了公事而先忘卻私隙跟隨張遼迎擊吳軍，樂進隨後也參與張遼的追擊，因此樂進增食邑五百，併合前所封至一千二百戶。後因樂進多次立功，再多分五百戶，封一子列侯；進遷為右將軍。218年逝世，諡為威侯。

#### 分歧记载
东吴张俨《默记》称219年关羽围攻襄阳时“乐进、徐晃等为救，围不即解”，但当时乐进已经去世。

## 特徵
樂進個頭較矮小，作戰勇猛，因膽烈而跟隨曹操，多次有先登之功。

## 子孫
- 樂綝，樂進之子。果斷勇敢，有樂進之風，官至揚州（与今日之扬州市无关）刺史。諸葛誕叛亂時被殺，追贈衛尉，諡為愍侯。
- 樂肇，樂綝之子。

## 藝術形象

### 《三國演義》
在小說中，樂進是曹操招賢時最早投靠的武將，可惜在作品中整體表現並不出色，常與另一魏將李典共同登場，大致上與史實無差。
- 如同史實擅長衝鋒陷陣，在第五十三回與曹軍與孫權軍於陣前對壘時，樂進單騎突襲孫權，小說形容樂進「一騎馬，一口刀，從刺斜裏逕取孫權，如一道電光，飛至面前，手起刀落」，更一擊將孫權侍衛宋謙、賈華的雙戟打斷。

- 箭術不俗。
  - 第十二回，與呂布軍交戰時，射殺呂軍健將成廉。
  - 第三十三回，參與討袁戰事，又射殺袁譚下屬郭圖。
- 單挑能力不差。
  - 在第十一回中，樂進曾與呂布部將臧霸大戰三十回合，不分勝負。
  - 又第六十八回中，與吳將凌統大戰五十回合，也不分勝負。而後卻因中了吳將甘寧的冷箭而受傷退場。此後，樂進再沒有登場於小說中。

### 影視形象
- 1985年電視劇：《諸葛亮》：由韓遂飾演
- 1994年电视剧《三国演义》：由沈龙饰演
- 2008年電影《赤壁》：由郭超饰演
- 2009年電影《赤壁：決戰天下》：由郭超饰演
- 2010年电视剧《三国》：由万正饰演
- 2013年电视剧《曹操》：由王众饰演

### 動漫遊戲
- 真三國無雙系列/無雙OROCHI系列（光榮公司開發，伊藤健太郎配音）
- 《蒼天航路》（王欣太）
- 《火鳳燎原》（陳某）:設定於曹操 「奉孝殺戮」時登場，

## 評價
陈寿《三國志》評曰：「太祖建茲武功，而時之良將，五子為先。……張郃以巧變為稱，樂進以驍果顯名，而鑒其行事，未副所聞。或注記有遺漏，未如張遼、徐晃之備詳也。」 
曹操表樂進、于禁、張遼：「武力既弘，計略周備，質忠性一，守執節義（此句指張遼），每臨戰攻，常為督率，奮強突固，無堅不陷，自援枹鼓，手不知倦。又遣別征，統御師旅，撫眾則和，奉令無犯（此句指于禁），當敵制決，靡有遺失。論功紀用，宜各顯寵。」
- 樂進的稱讚語是“每臨戰攻，常為督率，奮強突固，無堅不陷”，指其衝鋒陷陣。

建安十七年（212年），刘备寫信給劉璋，內容為：「曹公征吳，吳憂危急。孫氏與孤本為脣齒，又樂進在青泥與關羽相拒，今不往救羽，進必大克，轉侵州界，其憂有甚於(張)魯。魯自守之賊，不足慮也。」間接證明樂進的武勇也被劉備所忌憚。（《三国志·蜀志·先主传》）
王歆：「乐进魏之名将，志列于张辽后，其勇悍猛迅，当亦其侪也。惜史书不详，便松之不得益一字。遍观其传，如日记行述，不过某某日于某某处破某某敌而已。所得者，唯别传不见之名有数，如管承、刘备临沮长杜普、旌阳长梁大等。」

## 延伸阅读
[在维基数据编辑]
 《三國志/卷17》，出自陳壽《三國志》